# Superintendentura Śrem Ewangelickiego Kościoła Unijnego
Superintendentura Śrem Ewangelickiego Kościoła Unijnego – jednostka organizacyjna Ewangelickiego Kościoła Unijnego w Polsce istniejąca w okresie II Rzeczypospolitej i obejmująca grupę gmin kościelnych (zborów) czyli parafii tego Kościoła, mająca siedzibę w Śremie.

## Dane statystyczne

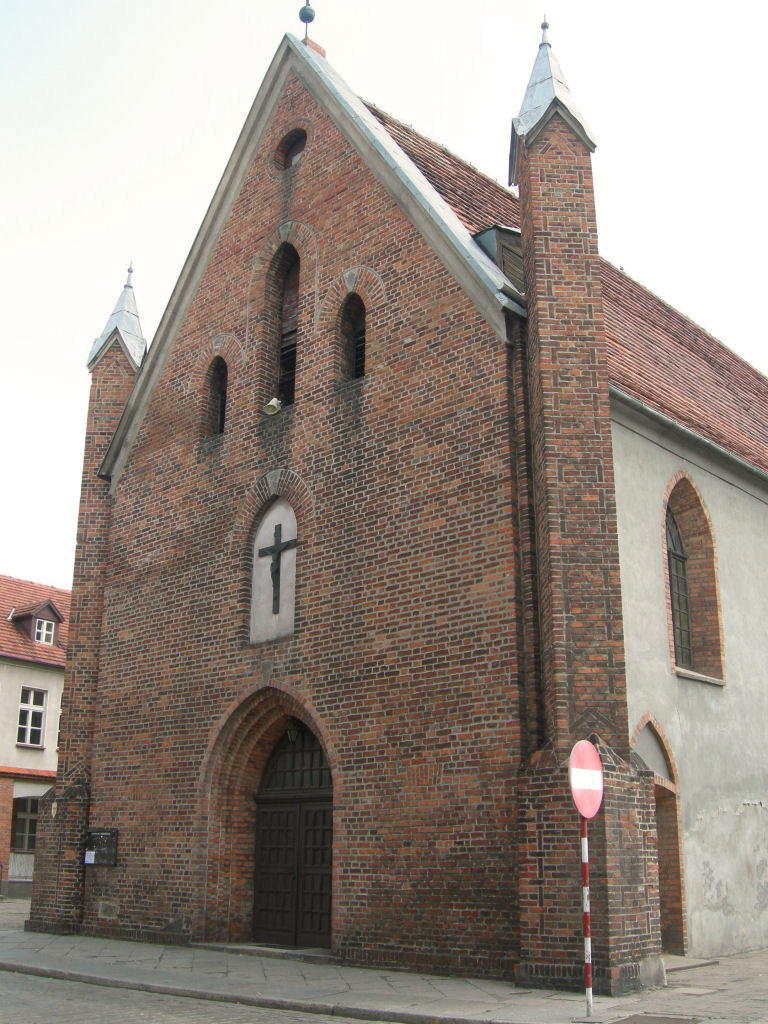
Dawny kościół ewangelicki w Śremie, obecnie katolicki kościół św. Ducha

| Parafia                            | Liczba wiernych (1937) |
| ---------------------------------- | ---------------------- |
| Borek pow. Krotoszyn               | 551                    |
| Łowęcice pow. Krotoszyn            | 346                    |
| Sierszew pow. Krotoszyn            | 310                    |
| Dolsk pow. Śrem                    | 260                    |
| Jarocin                            | 460                    |
| Miłosław pow. Września             | 330                    |
| Żerków pow. Jarocin                | 28                     |
| Nowe Miasto nad Wartą pow. Jarocin | 270                    |
| Pleszew                            | 700                    |
| Zaniemyśl pow. Środa               | 450                    |
| Śrem                               | 225                    |
| Sobótka pow. Jarocin               | 254                    |
| Książ pow. Śrem                    | 450                    |